# Barna ásóbéka
A barna ásóbéka (Pelobates fuscus) a kétéltűek (Amphibia) osztályának békák (Anura) rendjébe, ezen belül az ásóbékafélék (Pelobatidae) családjába tartozó faj.
Nemének a típusfaja.

## Előfordulása, élőhelye
Közép-Európában és Ázsia nyugati részén honos. Homokos, löszös, laza talajú területek lakója. Magyarországon általánosan elterjedt, főleg az alföldi területeken honos, de domb-, és hegyvidékeken is megtalálható néhány száz méter magasságig.

## Alfajai
- Pelobates fuscus fuscus
- Pelobates fuscus insubricus

## Megjelenése
A hím testhossza 6,5 centiméter, a nőstényé 10 centiméter. Zömök testalkatú, végtagjai rövidek és erősek. Nagy szeme és függőleges állású pupillája van. A hátsó lábának ujjai között úszóhártya feszül, s a lábközéptájékon, elszarusodott, félhold alakú ásósarkantyúk találhatóak, melyet ásáshoz használ. Az állat hátoldala olajzöld, vagy barna, hosszanti sötétebb foltokkal tarkítva. A hasoldala piszkosfehér, világosabb vagy sötétebb, márványos, foltos rajzolattal.

## Életmódja
Napközben és télen általában 50 centiméter mélyen, a maga ásta lyukban rejtőzködik. Éjszaka vadászik főleg rovarokból álló táplálékára.

## Szaporodása
A nőstény igen sok – több ezer – petét rak, akár 50 centiméter hosszú petezsinórban. A lárvák 6–8 nap múlva kelnek ki. A kifejlett ebihalak mérete 8–10 centiméter.
|  |  |